# Педру Паулета
Пе́дру Миге́л Карре́йру Резе́ндиш (порт. Pedro Miguel Carreiro Resendes; род. 28 апреля 1973, Понта-Делгада, Азорские острова), более известный как Пе́дру Пауле́та (порт. Pedro Pauleta) — завершивший карьеру португальский футболист, нападающий. В 2007 году стал рекордсменом ПСЖ по количеству забитых мячей (101). Чемпион Испании по футболу (2000). В настоящее время работает в ПСЖ специалистом по молодёжи, занимается просмотром игроков на Пиренейском полуострове.

## Клубная карьера
Паулета начал выступать на своих родных Азорских островах, которые делегируют все свои клубы в чемпионат Португалии. В 1994 году он подписал свой первый профессиональный контракт с местной командой «Униау Микаэленше», в следующем перешёл в «Эшторил», за который забил 19 мячей во второй лиге.
Присоединившись в 1996 году к испанской «Саламанке», Паулета своими 19-ю голами помог ей выйти за один год в Примеру. В своём первом сезоне на высшем уровне он провёл 15 мячей, после чего подписал двухгодичный контракт с «Депортиво» из Ла-Коруньи. В 92-х официальных матчах он забил за галисийцев 33 гола и стал вместе с ними чемпионом страны в сезоне 1999/00.
В сентябре 2000 года футболист перешёл во французский «Бордо». В составе этого клуба он стал лучшим бомбардиром чемпионата Франции 2001/02, поделив это звание с Джибрилем Сиссе (по 22 гола). Также дважды стал лучшим футболистом Франции по версии НПСФ (2002, 2003).

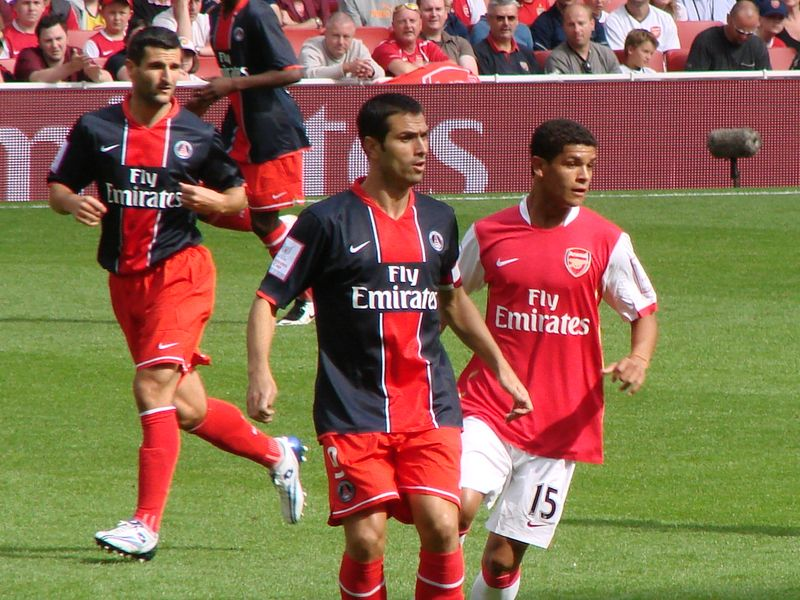
Паулета в составе «Пари Сен-Жермен»

Летом 2003 года португалец заключил трёхлетний контракт с «Пари Сен-Жермен». С парижанами он смог дважды стать обладателем кубка страны (2004, 2006) и сыграть в Лиге чемпионов (2004). Дважды он стал лучшим бомбардиром чемпионата (2005/06, 2006/07). В ноябре 2007 года 35-летний Паулета стал вторым футболистом в истории после Доминика Рошто, который достиг отметки в 100 забитых мячей в составе «ПСЖ». С тех пор он отличился ещё девять раз. В 2008 году решил завершить карьеру, если ему не поступят предложения от «Большой португальской тройки»: «Бенфики», «Порту» и «Спортинга», чего и не произошло. Множество других предложений футболист отклонил. В сезоне 2010/11 он сыграл 2 матча (в которых забил 4 гола) за любительский клуб «Сан-Роке» из поселка Сан-Роке-ду-Пику, играющий в региональной лиге Азорских островов.

## Карьера в сборной
Паулета стал первым португальцем, сыгравшим за сборную, не имея на своём счету ни одного матча в высшей лиге Португалии. Его дебют на международной арене состоялся 20 августа 1997 года в отборочном матче к чемпионату мира 1998 с Арменией, прошёл в Сетубале. 26 марта 1999 года он открыл счёт своим голам за сборную, отметившись дублем в домашнем отборочном матче к Евро-2000 с Азербайджаном. Паулета был включён в заявку на этот турнир, но на поле вышел лишь один раз.
На чемпионате мира 2002 года Паулета отметился хет-триком в матче с Польшей, но команда не вышла из группы. На Евро-2004 дошёл до финала, но не забил за турнир ни разу. Стал лучшим бомбардиром отборочного турнира к ЧМ-2006 в европейской зоне, забив 11 голов. Паулета забил первый гол своей команды на чемпионате мира 2006 года в ворота Анголы, но он стал его последним мячом в международной карьере. После поражения в матче за третье место от немцев Паулета объявил об уходе из сборной.
Второй бомбардир в истории сборной Португалии (47 голов). До 5 марта 2014 года Педру Паулета был лучшим бомбардиром, пока его не обошёл Криштиану Роналду.

## Стиль игры
В расцвете сил, Паулета считался одним из лучших нападающих в Европе. Обычно он действовал как одинокий нападающий или в паре с другим форвардом, и сочетал подвижность, темп и атлетизм с хорошей техникой, точным ударом с любой ноги и хорошей игрой в воздухе.

## Достижения

### Командные
«Депортиво»
- Чемпион Испании: 1999/00
- Обладатель Суперкубка Испании: 2000

«Бордо»
- Обладатель Кубка французской лиги: 2001/02

«Пари Сен-Жермен»
- Обладатель Кубка Франции: (2): 2003/04, 2005/06
- Обладатель Кубка французской лиги: 2007/08

Сборная Португалии
- Вице-чемпион Европы: 2004

### Личные
- Лучший бомбардир Первого дивизиона Франции (3): 2001/02[8], 2005/06, 2006/07
- Лучший бомбардир Второй лиги Португалии: 1996
- Лучший бомбардир испанской Сегунды: 1996/97
- Футболист года во Франции по версии НСПФ (2): 2002, 2003
- Входит в состав символической сборной чемпионата Франции (2): 2003, 2006

## Статистика выступлений
| Клуб                 | Сезон            | Лига | Лига | Кубки | Кубки | Еврокубки | Еврокубки | Прочие | Прочие | Итого | Итого |
| Клуб                 | Сезон            | Игры | Голы | Игры  | Голы  | Игры      | Голы      | Игры   | Голы   | Игры  | Голы  |
| -------------------- | ---------------- | ---- | ---- | ----- | ----- | --------- | --------- | ------ | ------ | ----- | ----- |
| Униан Микаэленси     | 1994/95          | 23   | 11   | 0     | 0     | -         | -         | 0      | 0      | 23    | 11    |
| Униан Микаэленси     | Итого            | 23   | 11   | 0     | 0     | 0         | 0         | 0      | 0      | 23    | 11    |
| Эшторил-Прая         | 1995/96          | 30   | 19   | 4     | 3     | -         | -         | 0      | 0      | 34    | 22    |
| Эшторил-Прая         | Итого            | 30   | 19   | 4     | 3     | 0         | 0         | 0      | 0      | 34    | 22    |
| Саламанка            | 1996/97          | 37   | 19   | 4     | 0     | -         | -         | 0      | 0      | 41    | 19    |
| Саламанка            | 1997/98          | 34   | 15   | 3     | 1     | 0         | 0         | 0      | 0      | 37    | 16    |
| Саламанка            | Итого            | 71   | 34   | 7     | 1     | 0         | 0         | 0      | 0      | 78    | 35    |
| Депортиво Ла-Корунья | 1998/99          | 28   | 10   | 3     | 1     | 0         | 0         | 0      | 0      | 31    | 11    |
| Депортиво Ла-Корунья | 1999/00          | 30   | 8    | 3     | 0     | 7         | 3         | 0      | 0      | 40    | 11    |
| Депортиво Ла-Корунья | 2000/01          | 0    | 0    | 0     | 0     | 0         | 0         | 1      | 0      | 1     | 0     |
| Депортиво Ла-Корунья | Итого            | 58   | 18   | 6     | 1     | 7         | 3         | 1      | 0      | 72    | 22    |
| Бордо                | 2000/01          | 28   | 20   | 2     | 3     | 7         | 3         | 0      | 0      | 37    | 26    |
| Бордо                | 2001/02          | 33   | 22   | 6     | 8     | 6         | 5         | 0      | 0      | 45    | 35    |
| Бордо                | 2002/03          | 37   | 23   | 7     | 6     | 4         | 1         | 0      | 0      | 48    | 30    |
| Бордо                | Итого            | 98   | 65   | 15    | 17    | 17        | 9         | 0      | 0      | 130   | 91    |
| Пари Сен-Жермен      | 2003/04          | 37   | 18   | 5     | 5     | 0         | 0         | 0      | 0      | 42    | 23    |
| Пари Сен-Жермен      | 2004/05          | 35   | 14   | 2     | 4     | 6         | 1         | 1      | 0      | 44    | 19    |
| Пари Сен-Жермен      | 2005/06          | 36   | 21   | 8     | 7     | 0         | 0         | 0      | 0      | 44    | 28    |
| Пари Сен-Жермен      | 2006/07          | 33   | 15   | 5     | 3     | 9         | 6         | 0      | 0      | 47    | 24    |
| Пари Сен-Жермен      | 2007/08          | 27   | 8    | 7     | 7     | 0         | 0         | 0      | 0      | 34    | 15    |
| Пари Сен-Жермен      | Итого            | 168  | 76   | 27    | 26    | 15        | 7         | 1      | 0      | 211   | 109   |
| Сан-Роки             | 2010/11          | 2    | 4    | -     | -     | -         | -         | 0      | 0      | 2     | 4     |
| Сан-Роки             | Итого            | 2    | 4    | 0     | 0     | 0         | 0         | 0      | 0      | 2     | 4     |
| Всего за карьеру     | Всего за карьеру | 450  | 227  | 59    | 48    | 39        | 19        | 2      | 0      | 550   | 294   |